# Howard Hobson
Howard Andrew „Hobby” Hobson (Portland, Oregon, 1903. július 4. – Portland, Oregon, 1991. június 9.) amerikai kosárlabdázó és amerikaifutball-, baseball- és kosárlabdaedző. 1965-től a Naismith Memorial Basketball Hall of Fame tagja.

## Fiatalkora
A portlandi Franklin Középiskolában kosárlabdázott; két évig csapatkapitány volt, 1921-ben pedig kijutottak az állami bajnokságra.
1924-től 1926-ig az Oregon Webfoots kosárlabdacsapatának kapitánya volt; 1925-ben az Oregon State Beaversszel holtversenyben játszottak a Pacific Coast Conference bajnokságára való kijutásért, de a rájátszásban kikaptak. 1926-ban szerzett alapdiplomát; mesterdiplomáját 1929-ben, doktori fokozatát 1945-ben szerezte a Columbia Egyetemen.

## Pályafutása
Pályafutását a Kelsói Középiskolában kezdte, ahol az amerikaifutball-csapat megnyerte a ligát. 1929-ben a Cortlandi Tanítóképző, 1930 és 1932 között pedig a portlandi Benson Középiskola edzője volt, ahol a csapat 1932-ben bajnok lett. 1933 és 1935 között a Dél-oregoni Tanárképző Intézet egymásután háromszor megnyerte a ligát.
1936-ban az Oregon Webfoots kosárlabdaedzője lett; a csapat 1937 és 1939 között egymásután háromszor konferenciabajnok, 1939-ben pedig történelmében először NCAA-bajnok lett. Az 1939-es csapat beceneve „magas fenyők” volt, mivel 180 centiméteres átlagmagasságukkal a játékosok akkoriban magasnak számítottak.
1947-től 1956-ig a Yale Bulldogs kosárlabdaedzője volt; a csapat ötször nyerte el a Big Three koronáját. 1949-ben először NCAA-bajnokok lettek, és 16 év után először megnyerték az Eastern Intercollegiate Basketball League-et.

## Emlékezete
Az első egyetemi edző, aki az ország mindkét partján bajnokságot nyert, emellett bevezette, hogy a csapatok az ország túlsó felére utazzanak játszani.
1947-ben a Kosárlabdaedzők Országos Szövetségének elnöke lett, emellett 12 évig volt az olimpiai kosárlabda-bizottság tagja és négy évig a szabályalkotó tanács kincstárnoka. Az USA mellett tizenöt országban szervezett edzőtáborokat. 1965. október 13-án a Naismith Memorial Basketball Hall of Fame, az Oregon Sports Hall of Fame, a Portland Metro Hall of Fame, valamint a Helms Alapítvány és a Portlandi Középiskola dicsőségcsarnokának tagja lett.
1988-ban részt vett az NCAA-bajnokság megalapításának ötvenedik évfordulóján.

## Eredményei edzőként

### Amerikai futball
| Év                                         | Eredmény                                |
| Cortland Normal Red Dragons (Független)    | Cortland Normal Red Dragons (Független) |
| ------------------------------------------ | --------------------------------------- |
| 1929                                       | 3–4                                     |
| Eredmény:                                  | 3–4                                     |
| Dél-oregoni Tanárképző Intézet (Független) |                                         |
| 1932                                       | 4–1–1                                   |
| 1933                                       | 6–2                                     |
| 1934                                       | 2–4                                     |
| Eredmény:                                  | 12–7–1                                  |
| Összesen:                                  | 15–11–1                                 |

### Kosárlabda
| Szezon                                                                       | Eredmény                                    | Eredmény                                    | Helyezés                                    | Továbbjutás                                 |   |
| Szezon                                                                       | Összesen                                    | Konferencia                                 | Helyezés                                    | Továbbjutás                                 |   |
| Dél-oregoni Tanítóképző Intézet (Független)                                  | Dél-oregoni Tanítóképző Intézet (Független) | Dél-oregoni Tanítóképző Intézet (Független) | Dél-oregoni Tanítóképző Intézet (Független) | Dél-oregoni Tanítóképző Intézet (Független) |   |
| ---------------------------------------------------------------------------- | ------------------------------------------- | ------------------------------------------- | ------------------------------------------- | ------------------------------------------- | - |
| 1932–33                                                                      | 19–5                                        | –                                           | –                                           | –                                           |   |
| 1933–34                                                                      | 23–5                                        | –                                           | –                                           | –                                           |   |
| 1934–35                                                                      | 26–5                                        | –                                           | –                                           | –                                           |   |
| Eredmény:                                                                    | 68–15 (.819)                                | –                                           | –                                           | –                                           |   |
| Oregon Webfoots (Pacific Coast Conference)                                   |                                             |                                             |                                             |                                             |   |
| 1935–36                                                                      | 20–11                                       | 7–9                                         | 4.                                          | –                                           |   |
| 1936–37                                                                      | 20–9                                        | 11–5                                        | T–2.                                        | –                                           |   |
| 1937–38                                                                      | 25–8                                        | 14–6                                        | 1.                                          | –                                           |   |
| 1938–39                                                                      | 29–5                                        | 14–2                                        | 1.                                          | NCAA bajnok                                 |   |
| 1939–40                                                                      | 19–12                                       | 10–6                                        | 2.                                          | –                                           |   |
| 1940–41                                                                      | 18–18                                       | 7–9                                         | T–3.                                        | –                                           |   |
| 1941–42                                                                      | 12–15                                       | 7–9                                         | 4.                                          | –                                           |   |
| 1942–43                                                                      | 19–10                                       | 10–6                                        | 2.                                          | –                                           |   |
| 1943–44                                                                      | 16–10                                       | 11–5                                        | 2.                                          | –                                           |   |
| Oregon Webfoots (Pacific Coast Conference)                                   |                                             |                                             |                                             |                                             |   |
| 1945–46                                                                      | 16–17                                       | 8–8                                         | 3.                                          | –                                           |   |
| 1946–47                                                                      | 18–9                                        | 7–9                                         | 4.                                          | –                                           |   |
| Eredmény:                                                                    | 212–124 (.631)                              | 106–74 (.589)                               | –                                           | –                                           |   |
| Yale Bulldogs (Eastern Intercollegiate Basketball League)                    |                                             |                                             |                                             |                                             |   |
| 1947–48                                                                      | 14–13                                       | 4–8                                         | 6.                                          | –                                           |   |
| 1948–49                                                                      | 22–8                                        | 9–3                                         | 1.                                          | NCAA Regional negyedik hely                 |   |
| 1949–50                                                                      | 17–9                                        | 7–5                                         | T–3.                                        | –                                           |   |
| 1950–51                                                                      | 14–13                                       | 5–8                                         | 5.                                          | –                                           |   |
| 1951–52                                                                      | 14–18                                       | 4–8                                         | T–5.                                        | –                                           |   |
| 1952–53                                                                      | 10–15                                       | 6–6                                         | T–3.                                        | –                                           |   |
| 1953–54                                                                      | 12–14                                       | 7–7                                         | 4.                                          | –                                           |   |
| 1954–55                                                                      | 3–21                                        | 3–11                                        | T–6.                                        | –                                           |   |
| Yale Bulldogs (Ivy League)                                                   |                                             |                                             |                                             |                                             |   |
| 1955–56                                                                      | 15–11                                       | 7–7                                         | T–5.                                        |                                             |   |
| Eredmény:                                                                    | 121–118 (.506)                              | 52–63 (.452)                                | –                                           | –                                           | – |
| Összesen:                                                                    | 401–257 (.609)                              | –                                           | –                                           | –                                           |   |
| Jelmagyarázat: Országos bajnok Konferenciaszezon-bajnok Divíziószezon-bajnok |                                             |                                             |                                             |                                             |   |

## Fordítás
- Ez a szócikk részben vagy egészben  a   Howard Hobson című angol Wikipédia-szócikk ezen változatának fordításán alapul.  Az eredeti cikk szerkesztőit annak laptörténete sorolja fel. Ez a jelzés csupán a megfogalmazás eredetét és a szerzői jogokat jelzi, nem szolgál a cikkben szereplő információk forrásmegjelöléseként.